# IWI塔沃爾X95突擊步槍
IWI X95（又稱：微型塔沃爾，M.T.A.R. 21；有時又被簡稱為Tavor-2）是一系列由以色列武器工業（IWI）專門為特種部隊以及通常不使用長管突擊步槍的軍事人員研製及生產的犢牛式突击步枪，亦可通過套件包轉換成冲锋枪，是其前代槍TAR-21的緊湊化新版。突擊步槍版本發射5.56×45毫米北約口徑（X95和X95-L）、5.45×39毫米苏联口徑（X95-R）和.300 AAC BLK（7.62×35毫米）口徑步枪子彈，而冲锋枪版本則發射9×19公釐帕拉貝倫（X95-S和X95 SMG）口徑手枪子彈。
2009年，以色列国防军宣佈塔沃爾X95會被選定為以色列軍未來的標準步兵武器。

## 歷史
為了滿足現代戰爭中的多用途需求，以色列武器工業公司在塔沃爾TAR-21突击步枪基礎上研製了一款新型犢牛式突擊步槍：Tavor 2型突擊步槍。它不但可以轉換成9毫米口徑冲锋枪，而且獨立衍生出Tavor 2型槍族，適用性非常廣泛。
2002年5月，以色列國防軍採購了Tavor 2及Tavor CTAR原型共10,000枝，取代目前裝備的M16系列，作為步兵先遣隊的標準配備武器。正式定型後的Tavor 2重新採用ITL MARS一體化紅點鏡，命名為Tavor 2 B。
2004年，IWI將Tavor 2改稱為MTAR-21。新型MTAR-21與Tavor 2在彈匣插座上有比較大的細節區別，此外MTAR-21型採用了不同的扳機護環來區分5.56毫米型和9毫米型。此外，MTAR-21衝鋒槍型的9毫米型使用了烏茲衝鋒槍的可拆卸式彈匣。MTAR-21有三種型號：5.56毫米短槍管普通型、5.56毫米短槍管消聲型和9毫米衝鋒槍型，5.56毫米長槍管型號則被取消了。
2009年11月，以色列国防军宣佈微型塔沃爾（Micro Tavor，M.T.A.R. 21）會比所有其他的塔沃爾步槍型號優先被選定為未來的標準步兵武器，並且另外加上一種新型槍管下掛式榴彈發射器並且一起在2011年成為的以色列國防軍制式步兵武器。
2011年，作為一個產品目錄的更新政策以及IWI於該財政年度的大規模轉換計劃，MTAR-21再次改稱為X95，目前它成為一個從塔沃爾系列獨立出來的型號。然而它的外觀和基本規範的名稱微型塔沃爾與MTAR-21仍然不變，而繼續在（部分）生產商的目錄之中用作其綽號。而且延續了MTAR-21的三種型號：5.56×45毫米的普通型改稱為X95；最初在產品名錄上稱為X95-9毫米的9×19毫米衝鋒槍型改稱為X95-SMG；9×19毫米消聲型也改稱為X95-S SMG。而在2012年，IWI又推出了長槍管的5.56×45毫米型X95-L和5.45×39毫米型X95-R這兩種全新的X95型號。還有一種就是上述任一種X95的機匣至護木前端頂部設有一條全長式MIL-STD-1913戰術導軌，則命名為X95平頂型。

## 設計細節
塔沃爾X95系列是一款外型上獨立於塔沃爾系列、極其緊湊的犢牛式突击步枪。其非常緊湊的外型是專為軍事上的特種部隊而設計，因為他倆通常是不會使用較長的突擊步槍。由於槍身比CTAR-21更短，因此微型塔沃爾的槍托系統與原來的TAR-21的形狀有明顯不同。最明顯的特徵就是護木前端具有向外擴展的喇叭形擴口處理，以防止使用者在黑暗等情況下使用時手指伸到槍管前方而受傷；同時由於不再使用原來的MARS紅點鏡，因而取消了雷射瞄準器開關。這一點被生產商視為該槍與過去其他同系列突擊步槍型號於網上目錄上的區別。
塔沃爾X95採用長行程活塞氣動式，轉拴式槍栓閉鎖機構。外殼完全是由聚合物所製造而成，聚合物外殼內部的機匣部分是一個鋼製U形骨架，保障武器堅固耐用。
塔沃爾X95可藉由拉機柄的位置很輕易地與TAR-21（以及CTAR-21、STAR-21和GTAR-21）區分開來。X95的拉機柄更接近手槍握把，而TAR-21的拉機柄更靠近槍口。其槍托還略有重新設計。
只要通過IWI公司專門提供的一套簡單的零件轉換套件包，即換用口徑的槍管、槍機和彈匣，就可以把塔沃爾X95由原來的5.56×45毫米北約口徑子弹的突击步枪改為發射9×19毫米口徑子弹的冲锋枪。另外，亦有一種整體式消聲器型的槍管也可以加裝到塔沃爾X95上，它亦是9毫米口徑零件轉換套件包的一部份；作為替換護木的一部分，它還整合了槍口制退器、消聲器和護木。以後還可能推出.22 LR口徑的轉換套件，訓練時就能節省大量彈藥費用。而以色列武器工業亦已經研發了微型塔沃爾專屬的槍管下掛式榴彈發射器：IWI GL 40。
當配置為發射9×19毫米口徑子弹時，該槍利用反沖作用以拋出彈殼和再讓彈藥上膛，但與氣動式步槍重新上膛系統在同一槍身以內內進行。彈匣則採用來自烏茲衝鋒槍的彈匣，有20、25及32發三種（亦有40及50發彈匣）。因為彈匣尺寸不同，X95使用衝鋒槍彈匣時就需要安裝彈匣適配器。可以裝上的整體式消聲器，可直接發射9×19毫米標準速度彈藥，而非專門的亞音速彈藥。衝鋒槍版本的長度與步槍版本相同，但是膛線纏距為1：10，以穩定較重的9毫米彈頭。
與配備長度370毫米（14.6英寸）槍管、全長達到890毫米（35英寸；展開槍托以後）的M4卡賓槍相比，X95配備330毫米（12.99英寸）、380毫米（14.96英寸）或419毫米（16.49英寸）槍管以後的全長分別是580毫米（22.83英寸），640毫米（25.2英寸）或670毫米（26.38英吋）。

### 內部核心機件
X95的槍機在12點、4點與7點鐘方向設有三個鎖耳，其中7點鐘方向的鎖耳中間設有凹槽，以排除發射子彈時所產生的高壓火藥燃氣。抽殼鈎採用了超大型爪狀抽殼鉤。圆形拋殼挺設置在機頭上。由數控機床所加工而成的鋼製槍機機框非常結實而可靠。槍機機框上部前方連接著活塞桿。當使用者進行射擊的時候，高壓火藥燃氣從槍管中的導氣口進入導氣箍，並把活塞桿向後推動。槍機後部則是複進簧、復進簧導桿及與之平行的槍機導桿。在射擊時，槍機的往復運動非常平穩。X95的扳機組件參考了AK槍族的扳機組件，並且採用模塊化設計。此外X95的手槍握把及其側板亦採用模塊化設計，可將握把在MTAR-21的帶有扳機護環握把與X95的帶有很像TAR-21的握把護圈握把之間更換；而兩種握把的側板同樣可更換。

### 槍管組件
X95的槍管通過槍身上的槍管固定旋鈕固定在機匣上，使用工具可實現快速更換槍管。

### 操作方式
X95的拉機柄可以更換左右位置，出廠的X95的超大型拉機柄設置由護木右側上方改為護木後方右側的手槍握把上方。拉機柄與槍機採用分離式設計，當使用者進行射擊時，拉機柄不會隨之運動，這樣就減少了對使用者可能造成的傷害。由於X95採用犢牛式結構，握把設在全槍的中心部位。這樣令使用者握持時的平衡性非常好，必要時使用者甚至可以單手進行射擊。握把上設有指槽以及菱形防滑紋。
扳機護環採用超大型設計。扳機的正上方設有彈匣卡筍，彈匣卡筍通過一個長桿控制後面的彈匣，這個設計是犢牛式突擊步槍中極其少見的，這樣徹底解決了彈匣卡筍位置過於靠後，使用者更換彈匣時非常彆扭的情況。並且彈匣卡筍設置在左右兩側，使用者只需用食指就能進行操作。左側握把上方設有快慢機，快慢機上帶有“S”、“R”、“A”字樣，分別表示保險、半自動和全自動位置。
快慢機後上方的槍管固定旋鈕，需要特殊的工具才能進行操作。槍管固定旋鈕後面是拋殼口，為方便左右手使用，左右兩側均有設置其拋殼口，當使用其中一側的拋殼口時，另一側的拋殼口使用擋板蓋住即可。相應地，拋殼口後方的導殼板也可左右互換位置。
X95設有無彈後定，無彈後定解脫桿設在彈匣插座的後方。使用者插入新彈匣後，用握持彈匣手的拇指就可以按壓無彈後定解脫桿，由此釋放槍機完成子彈上膛，加快了更換彈匣和再上膛的速度。

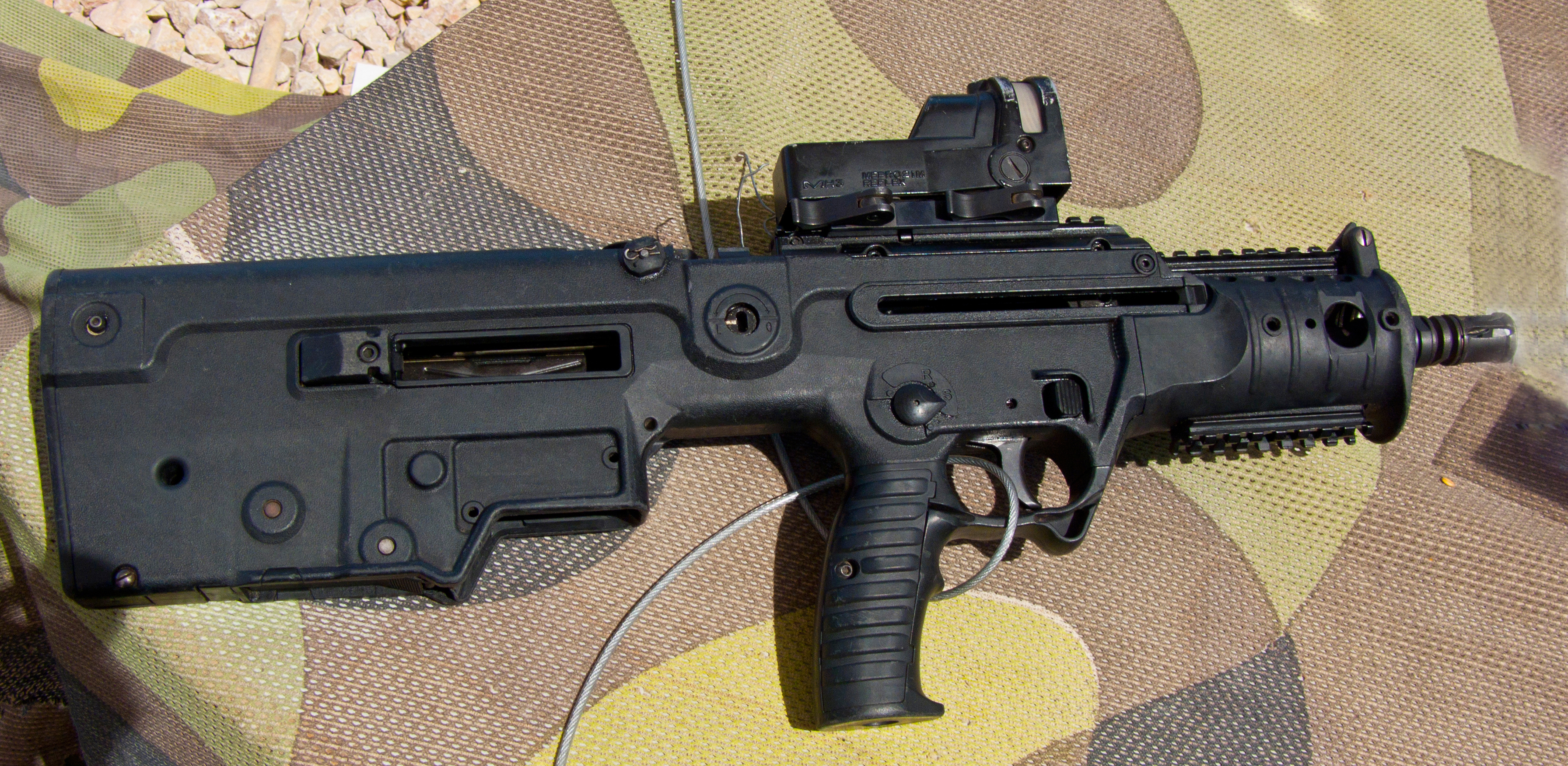
2011年以色列國防軍展覽上，裝上了Meprolight反射式瞄準鏡的微型塔沃爾。

### 供彈方式
作為一款新型犢牛式突擊步槍，X95並沒有重新設計彈匣，而是採用了M4卡賓槍／M16突擊步槍（即AR-15系列）使用的標準彈匣。而變成衝鋒槍型以後，則採用烏茲衝鋒槍的20、25、32發彈匣。將口徑轉換為9毫米時，需要在彈匣插槽裝上適配器。

### 導軌設置
X95護木頂部、右側及下方均設有MIL-STD-1913戰術導軌，這3段導軌基本可以滿足安裝戰術附件的需求；機匣頂部也設有一段很長的戰術導軌，用於安裝光学瞄准镜。護木上方及機匣後部導軌上分別加裝可拆卸式準星與照門。

### 不完全分解
X95不完全分解的步驟是，首先卸下彈匣，拉動拉機柄檢查膛室是否有彈；確保無彈後，拔出槍托尾部的固定銷，打開槍托底板，此時就可以直接抽出內部的槍機組件，完成不完全分解。整個過程簡單快捷，方便士兵在野外進行操作和維護。

## 衍生型

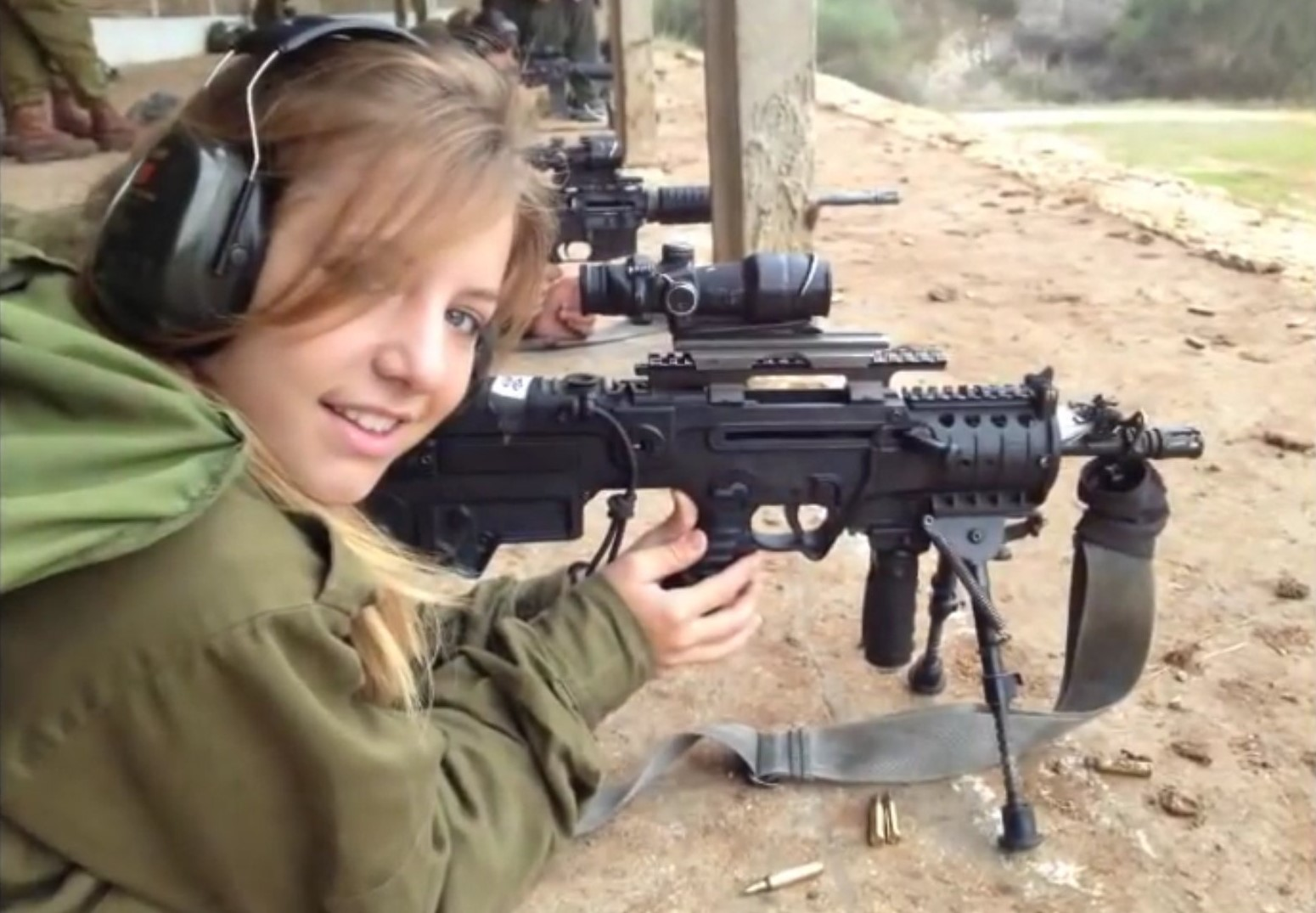
在以色列國防軍的準尉官課程期間使用X95-L（微型塔沃爾精確射手型）的女兵。

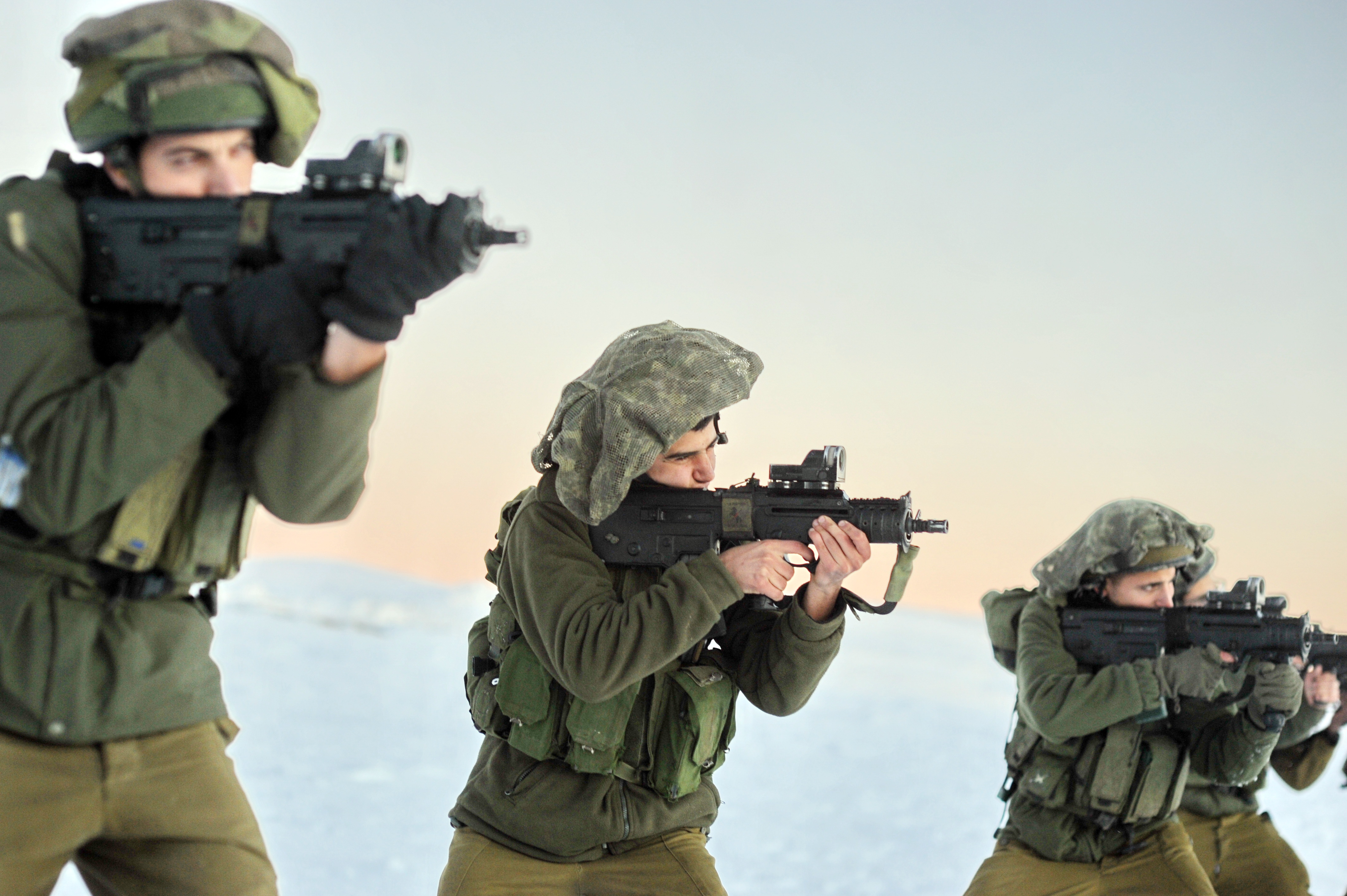
在黑门山以上，裝備了塔沃爾X95的以色列國防軍士兵。

目前塔沃爾X95有三種不同的護木：第一款是圓柱形（這樣可以安裝消聲器並將其收藏於護木以內），目前只供軍事組織採用；第二款是矩形，在三、六和九點鐘位置配備了內置式導軌，並可裝上有可拆卸式導軌蓋；第三款是第二款的細長型版本，為IWI US X95所生產。圓柱護木型最初在機匣頂部和護木以上裝有兩條各自獨立的皮卡汀尼導軌，其後IWI已生產出一條全長度型平頂導軌和一條底部導軌。另外兩款護木都已整合了一條全長度型平頂導軌。
塔沃爾X95可以選擇使用標準型塔沃爾塔隆式扳機護環、傳統型扳機護環或任何兼容的第三方附件以更換其手槍握把。
塔沃爾X95有一系列衍生型號，包括：

### X95
- X95 330：5.56×45毫米北約口徑卡賓槍，裝有長達330毫米（12.99英吋）的槍管，總長度達到580毫米（22.83英吋）。[2][3]
- X95 380：5.56×45毫米北約口徑突擊步槍，裝有長達380毫米（14.96英吋）的槍管，總長度達到640毫米（25.2英吋）。[4]
- X95 419：5.56×45毫米北約口徑突擊步槍，裝有長達419毫米（16.49英吋）的槍管，總長度達到670毫米（26.38英吋）。[2]

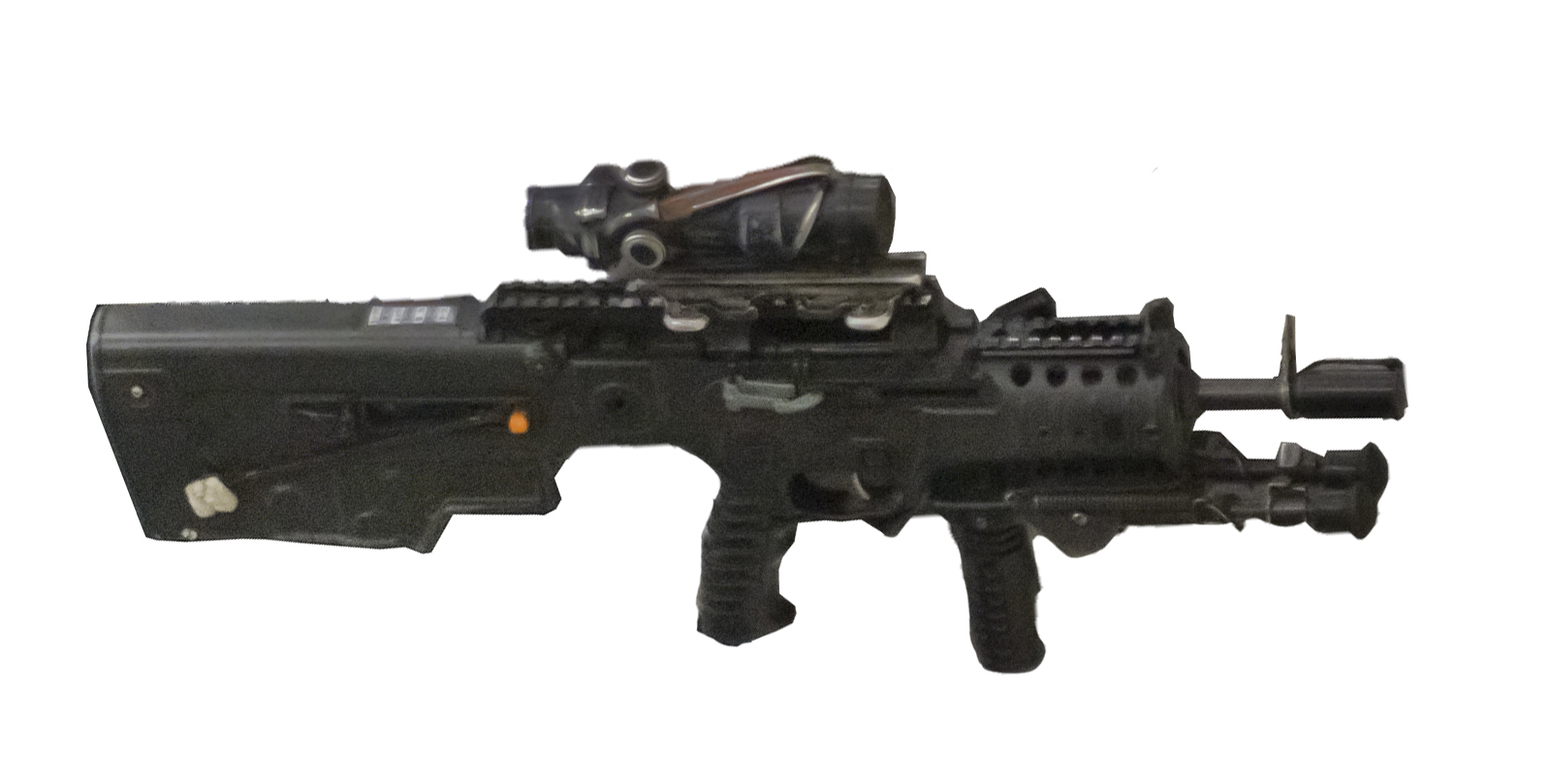
X95-L

- X95-L：X95 419的純半自動型，具有整體式兩腳架，並配備了遠距離光学瞄準鏡。供精確射手（英语：Designated marksman）使用。[23]
- X95-GL：5.56×45毫米北約口徑突擊步槍，裝有長達419毫米（16.49英吋）的槍管；下掛（通常是）IWI GL 40附加型榴彈發射器。

#### 口徑轉換型
- X95 SMG：9×19毫米口徑衝鋒槍，裝有長達279毫米（10.98英吋）的槍管，總長度達到580毫米（22.83英吋）。[2][6]
- X95-S：9×19毫米口徑消聲衝鋒槍型，裝有長達279毫米（10.98英吋）的槍管[7]（異說是275毫米）[2]總長度達到650毫米（25.59英吋）；配備整體式消聲器槍管，射速增至1,200發／分鐘。
- .300 AAC BLK型：2016年6月薩托里防務展（Eurosatory 2016）當中由IWI推出，.300 AAC BLK（7.62×35毫米）（英语：.300 AAC Blackout）口徑突擊步槍／卡賓槍型；只是口徑轉換為.300 AAC BLK的X95標準型。

#### 俄羅斯口徑型
2013年4月，IWI推出了供X95使用的口徑轉換套件，發射5.45×39毫米苏联口徑（X95-R）步枪子彈。該套件專為出口客戶而設計，讓該步槍可以發射在他們的存貨中已經使用的5.45×39毫米彈藥。
- X95-R 330：5.45×39毫米苏联口徑卡賓槍，裝有長達330毫米（12.99英吋）的槍管，總長度達到580毫米（22.83英吋）。
- X95-R 419：5.45×39毫米苏联口徑突擊步槍，裝有長達419毫米（16.49英吋）的槍管，總長度達到670毫米（26.38英吋）。

### 特許產生型
- Zittara：為MTAR-21微型塔沃爾的印度當地生產改進型版本，以發射印度研製、由軍械工廠委員會（英语：Ordnance Factories Board）（OFB）生產的5.56×30毫米MINSAS（英语：5.56×30mm MINSAS）子彈。[14]這些MTAR 21系列步槍裝有經過修改的單塊式槍托和新型瞄準具，以及土耳其製MKEK T-40槍管下掛式榴彈發射器。但是，它並無獲採用以投入服役。[14]
- Fort-223：為IWI X95 330的烏克蘭國營兵工廠RPC Fort（英语：RPC Fort）授權生產版本，亦可很簡單地轉換為X95 SMG或X95-S SMG。[9]
- Fort-224：為IWI X95-R 330的烏克蘭國營兵工廠RPC Fort授權生產版本。[9]

### IWI US
在美國民用市場上銷售的所有X95型號都是純半自動型，並配備了細長的護木和較寛厚的尾板，以符合美國槍械法案的規定。
- XB16：X95 419的美國版本，總長度達到663.575毫米（26.125英寸）。
- XB16L：XB16的預裝左手控制部件的型號。
- XB16-BLK：XB16的口徑轉換為.300 AAC BLK（7.62×35毫米）（英语：.300 AAC Blackout）的型號。
- XB17-9：9×19毫米次口徑卡賓槍，裝有長達431.8毫米（17英吋）的槍管，總長度達到663.575毫米（26.125英寸）。
- XB18：5.56×45毫米北約口徑步槍，裝有長達18.5英寸（469.9毫米）的槍管，總長度達到714.375毫米（28.125英寸）。
- XB18RS：5.56×45毫米北約口徑步槍，裝有長達18.5英寸（469.9毫米）的槍管，總長度達到774.7毫米（30.5英寸）；內建常設性槍口制退器，以及符合某些州份的法律要求的10發容量彈匣。（“RS”意為受限州份，Restricted State。）

附注：IWI US以各種顏色銷售X95，包括黑色（B，Black）、平地沙色（FD，Flat Dark Earth）和橄榄绿色（G，OD Green）；步槍定名的字母“B”可以切換為任何顏色的相應字母。

## 使用國

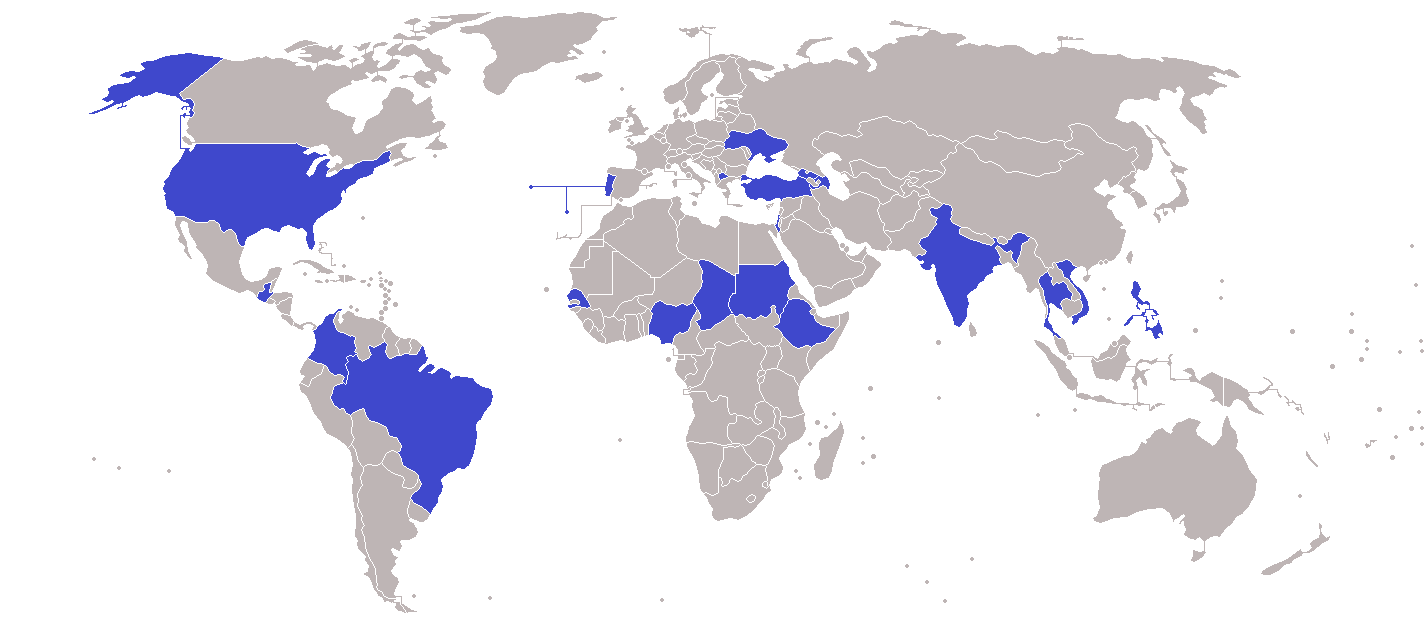
IWI MTAR-21與X95的使用國。

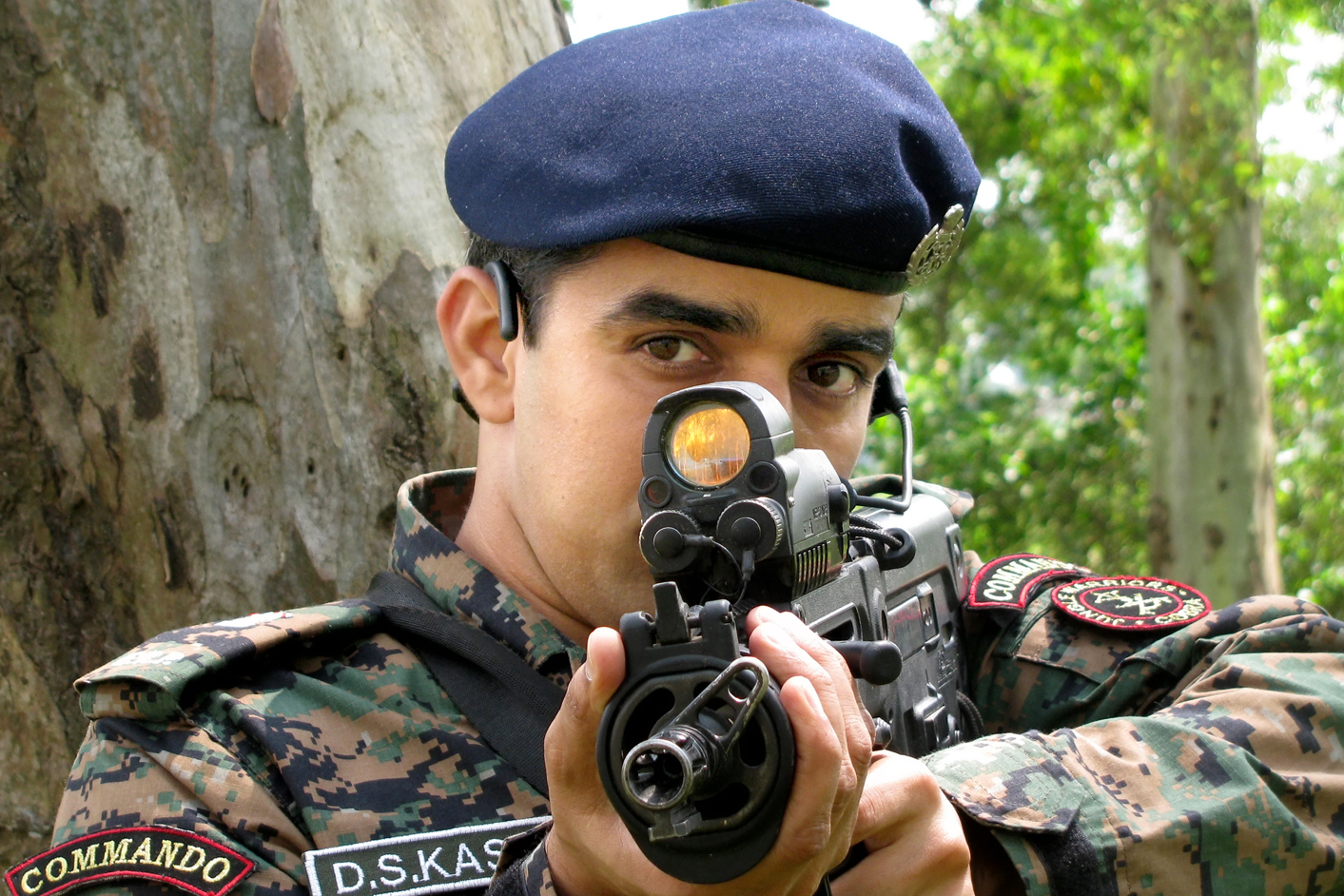
使用裝上了MEPRO MOR反射式瞄準鏡的IWI X95的印度警察突擊隊。

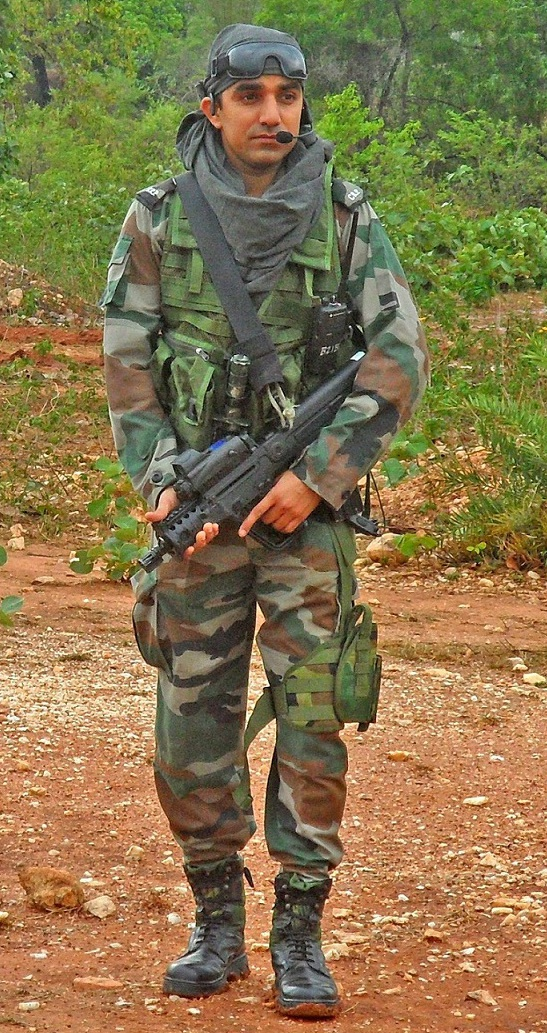
印度中央後備警察部隊眼鏡蛇部隊人員手持X95

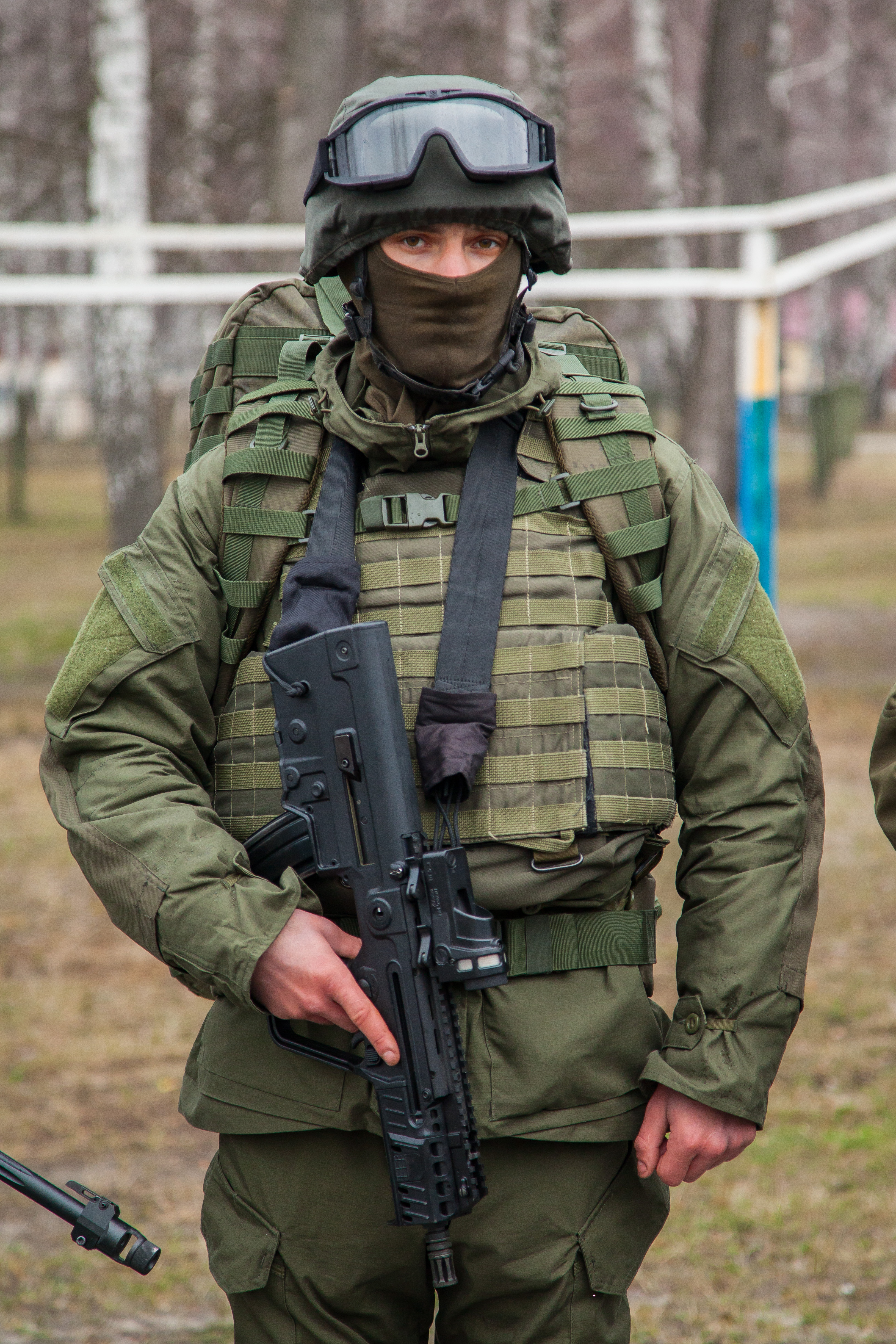
烏克蘭國民衛隊裝備的X95

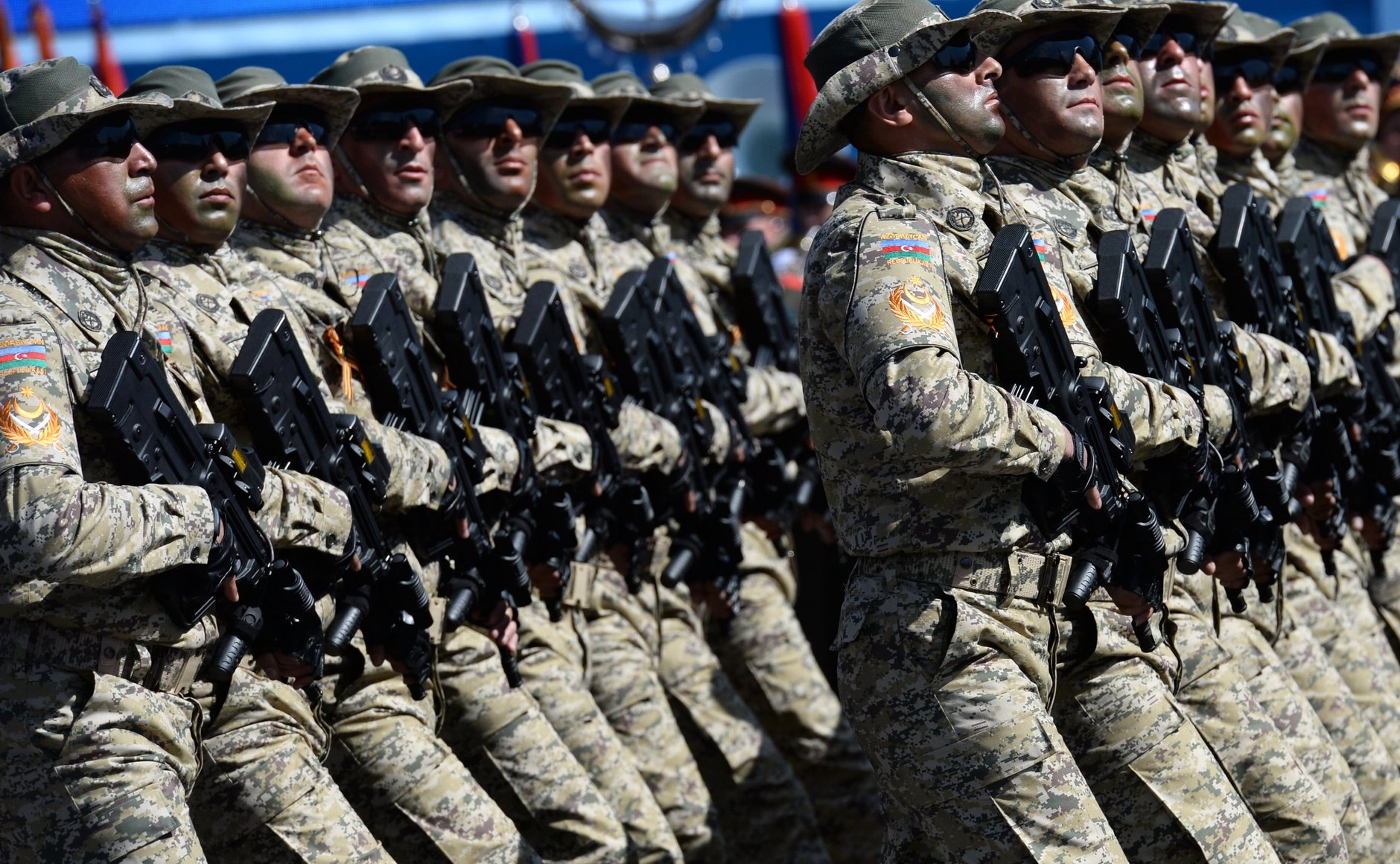
2015年莫斯科勝利日閱兵期間，攜帶塔沃爾X95的阿塞拜疆陸軍士兵

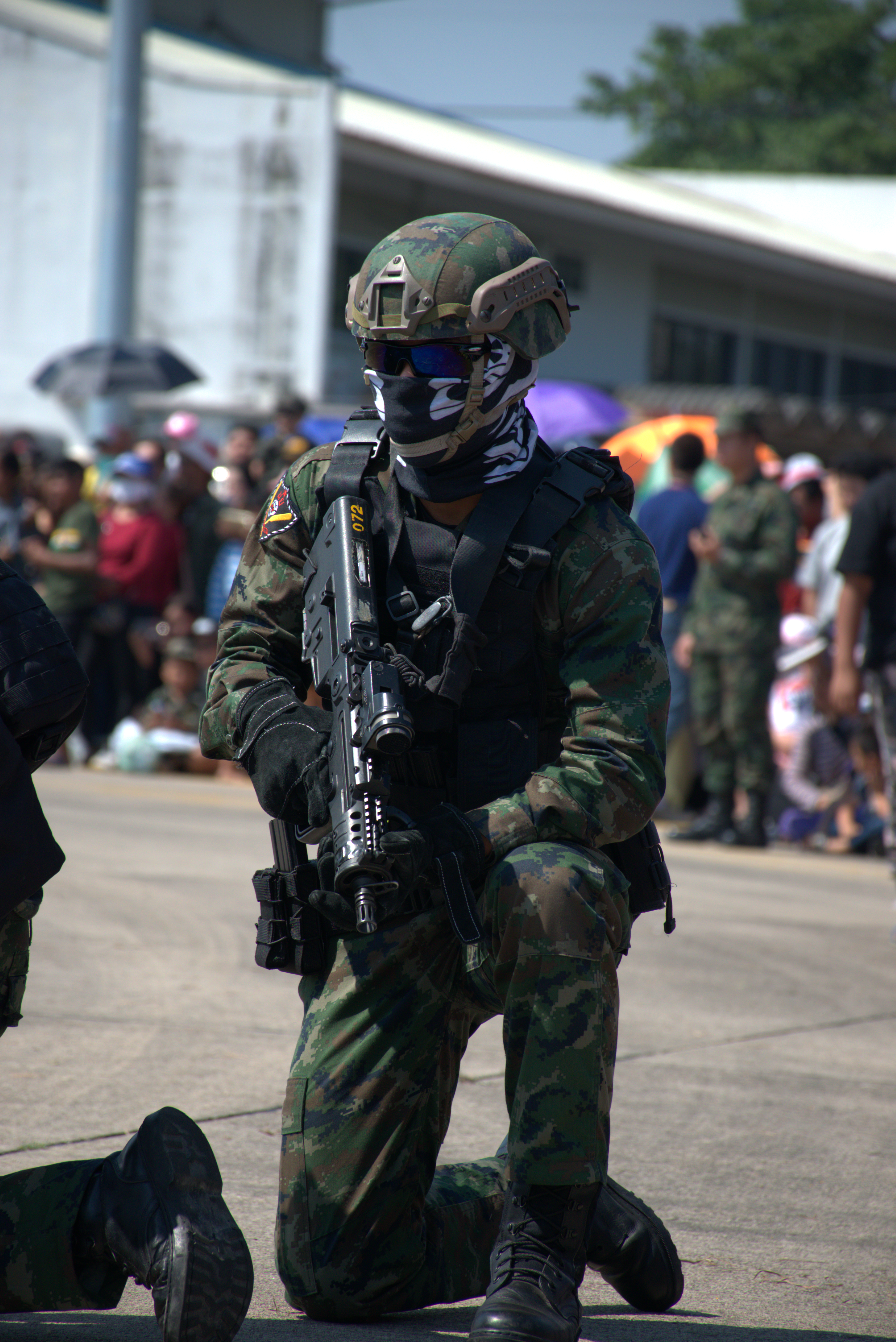
泰國皇家海軍陸戰隊也裝備了X95

- 安哥拉
  - 安哥拉武裝部隊：X95[26]
- - 阿塞拜疆陸軍特種部隊：X95
- 巴西：MTAR-21於當地由金牛座軍事工業公司生產。[27]
- 哥伦比亚
  - 哥倫比亞陸軍（英语：Colombian Army）特種部隊
- 賽普勒斯
  - 塞浦路斯國民警衛隊：X95將取代目前裝備的HK G3自動步槍。
- - 喬治亞陸軍特種部隊：MTAR-21
- - 警察單位：MTAR-21
- 海地
- - 洪都拉斯陸軍：MTAR-21[28]
- 印度：2016年，IWI宣布與印度朋茲勞埃德公司建立49:51比例的合資企業，以便在印度生產塔沃爾步槍的組件。[29]
  - 中央後備警察部隊（CRPF）：訂購了12,000枝X95步槍（微型塔沃爾），並且在2011年初收到第一批步槍。[14]在印度軍隊使用武器打擊克什米爾叛亂之後，CRPF指揮官表示，由於X95的體積細小、威力強大、射程更遠以及重量更輕，因而是一款比AKM更有力的突擊步槍。
  - 印度武裝部隊：2002年底，印度與以色列軍事工業簽署了一項價值達到8.8億美元（相當於2017年的24億印度盧比或3,500萬美元）的協議，將向印度的特種部隊人員設放3,070枝製成的TAR-21，[30]它的人體工程學設計、耐熱量和沙粒的可靠性可使它在近身距離和車廂內操作方面具有優勢。
  - 特別邊防部隊（SFF）：2005年，以色列軍事工業向印度北部的特別邊防部隊提供了350—400枝TAR-21。但隨後宣布結果“在操作上不令人滿意”。此後已經完成所需作出的改進，2006年間在以色列的測試進展順利，並且結算了交付合同當中的貨品。TAR-21現已投入操作服役——即使以後印度準備進行更大規模的競標，可能採用X95的9×19毫米魯格口徑版本。[31]隨後由當地軍械工廠委員會（英语：Ordnance Factories Board）（簡稱：OFB）作印度本土生產，命名為「Zittara」，但從未被採用過。[14]新型塔沃爾X95裝有經過修改的單塊式槍托和新型瞄準具，以及土耳其製MKEK T-40槍管下掛式榴彈發射器。[31]最近已被訂購5,500枝，並且正在訂購更多的步槍。
  - 海上突擊隊（MARCOS）：2010年12月，MARCOS獲發配了500多枝塔沃爾犢牛式突擊步槍和另外30支加利爾狙擊步槍，價值分別超過1.5億印度盧比（220萬美元）和2,000萬印度盧比（290,000美元）。[32]
- 印度尼西亞
  - 印尼空軍布拉沃90分遣隊（英语：Bravo Detachment 90）
- 以色列
  - 以色列國防軍：2009年11月宣布，微型塔沃爾（塔沃爾X95）將會取代原來的所有T.A.R. 21，並且另外加上一種新型槍管下掛式榴彈發射器（IWI GL 40附加型榴彈發射器）並且一起在2011年成為他們的制式步兵武器。[18]2014年，以色列國防軍宣布，未來（從2014年底開始），一部份步兵部隊可能會開始裝備一些X95的改進型，它倆將裝上有較長的380毫米（14.96英寸）槍管而非X95原來的330毫米（12.99英寸）槍，以及較輕的扳機扣力。[33]
- - 象牙海岸共和國武裝部隊（英语：Armed Forces of the Republic of Ivory Coast）特種部隊[34]
- 蒙古国
  - 蒙古國陸軍特種部隊[35]
- 摩洛哥
  - 國家安全總局（DGSN）：自2018年開始使用塔沃爾X95。[36]
- 尼泊尔
- 奈及利亞
  - 尼日利亚海军舟艇特勤團（英语：Special Boat Service (Nigeria)）[37]
- 北馬其頓
  - “猛虎”特種部隊[38]
- 巴拿马
  - 巴拿馬公共部隊
- 菲律賓
  - 菲律賓海岸防衛隊[39]
  - 菲律賓國家警察
- 秘魯
  - 秘魯武裝部隊：X95-SMG
- 塞内加尔[40]
- ：X95 SMG
  - 韓國軍事警察特別任務隊
- 泰國
  - 泰国皇家军队：X95
- 乌克兰：烏克蘭內務部的負責人尤里·盧岑科在2008年10月1日，宣佈向IWI和以及烏克蘭的研究和生產公司RPC Fort（英语：RPC Fort）將共同生產塔沃爾系列突擊步槍，當中包括X95 330和X95-R，分別命名為「Fort-223」和「Fort-224」。[9]並將被分發至烏克蘭軍隊和特警隊內服役。[41][42]RPC Fort曾向烏克蘭安全部隊人員展示5.45口徑型操作樣槍（包括烏克蘭生產的X95-R），作為說服他們購買為烏克蘭特種部隊生產的塔沃爾系列的一種手段。[43]目前Fort-224已被乌克兰民族卫队所採用。[44]
  - 烏克蘭武裝部隊
  - 烏克蘭內務部
- 越南
  - 越南人民軍：自2012年起，MTAR-21已開始在軍隊中服役，目前主要裝備於特種部隊、海軍陸戰隊和海軍部隊[45]
- 美国
  - 賓夕法尼亞州議會大廈警察（英语：Pennsylvania Capitol Police）：X95[46]

## 流行文化

### 电影
- 2014年—《2014》：型號為MTAR-21，由Omni Corp公司安全警衛所使用。
- 2016年—：型號為MTAR-21，由「阿積斯」法蘭西斯·費里曼的僱傭兵所使用。
- 2018年—《摩天大樓》：型號為X95，由寇瑞斯·波薩的手下所使用。

### 电視節目
- 2006年—《新时代武器（英语：Future Weapons）》：2007年12月13日第3季第4集（播出順序為第23集）“以色列特輯”。

### 電子遊戲
- 2011年—：资料片「正面交鋒」（Close Quarters）武器之一。只在聯機模式中登場。型號為MTAR平頂型，命名為「MTAR-21」，載彈量30+1發，發射5.56×45毫米NATO子彈，初始攜彈量為124發，最高攜彈量為217發。為「工程兵」（Engineer）的解鎖武器包武器之一，於完成小任務「我自己的终结者」（以排爆機器人殺敵和以卡賓槍殺敵100人）以後解鎖，被歸類為卡賓槍，並可以使用MTAR-21空軍塗裝、MTAR-21林地樹木塗裝、反射式瞄準鏡、雷射瞄準器、前握把、戰術燈、光電瞄準鏡、消音器、ACOG（放大4倍）、重型槍管、紅外線夜視鏡（紅外線放大1倍）、步槍瞄準鏡（放大6倍）、M145（放大3.4倍）、消焰器、內紅點瞄準鏡、PKA-S、PSO-1（放大4倍）、PKS-07（放大7倍）、PK-A（放大3.4倍）。
- 2012年—《战争前线》：型號為MTAR-21，命名為「Karkom」（長槍管，被歸類為卡賓槍）和「Karkom SMG」（短槍管，被歸類為衝鋒槍）。
  - 此枪在开放测试版本后被TAR-21所取代。
- 2012年—：型號為X95平頂型，命名為「MTAR」，30發彈匣（聯機模式時可使用改裝：延長彈匣增至40發），初始攜彈量為180發（戰役模式）、90發（聯機模式）和120發（殭屍模式），最高攜彈量為390發（戰役模式）和240發（聯機模式和殭屍模式），造型上裝有不可使用的SureFire通用戰術燈。戰役模式之中完成「時間和命運」（Time and Fate）戰役以後解鎖，由大衞·梅森（David Mason）、巴基斯坦三軍情報局（ISI）、也門民兵、「核心之日」第二號人物兼僱傭兵指揮官德法科（DeFalco）和僱傭兵所使用；聯機模式時於等級4解鎖，並可以使用反射式瞄準鏡、快速抽出握把、快速重裝彈匣、ACOG光學瞄準鏡、前握把、可調節槍托、目標搜索器、激光瞄準器、擊發調變、EOTECH全息瞄準鏡、消音器、全金屬披甲彈（英语：Full metal jacket bullet）、混合式光學瞄準鏡、延長彈匣、榴彈發射器、毫米波掃描器；殭屍模式時以950點打開神秘箱取得，亦有一款衍生型稱作「惡意的生物分類陽極處理救贖主」（Malevolent Taxonomic Anodized Redeemer），最高攜彈量提升至360發，下掛的榴彈發射器攜彈量則提升至8發，並可以使用反射式瞄準鏡、毫米波掃描器、目標搜索器、EOTECH全息瞄準鏡、榴彈發射器。
- 2013年—：资料片「中国崛起」（China Rising）武器之一。只在聯機模式中登場。型號為X95，命名為「MTAR-21」（中文版則命名為「MTAR-21突擊步槍」），發射5.56×45毫米NATO子彈，被歸類為卡賓槍，載彈量30+1發。為所有兵種的解鎖武器包武器之一，於完成小任務「多元天賦」（以突击步枪、輕機枪、狙擊步槍和手榴弹各以一發殺敵1人）以後才能解鎖，並可以使用反射式、雷射瞄準器、舒適握把、防火帽、全像、放大鏡（放大2倍）、寛型握把、消音器、M145（放大3.4倍）、斜視金屬瞄準器、直角握把、重型槍管、ACOG（放大4倍）、手電筒、腳架、制動器以及七件戰鬥包附件（紅外線夜視鏡（紅外線放大1倍）、FLIR（紅外線放大2倍）、JGM-4（放大4倍）、土狼、稜鏡（放大3.4倍）、消焰器、折疊握把、綠點雷射瞄準器、眼鏡蛇、LS06消音器、PBS-4消音器、雷射／燈光組合、PK-A（放大3.4倍）、PKA-S、PSO-1（放大4倍）、馬鈴薯握把、R2消音器、戰術燈、三光束雷射、HD-33、直立握把當中之七）。
- 2013年—：型號為X95-R平頂型，命名為「MTAR-X」，綠色槍身，32發（戰役模式）和38發（聯機模式）彈匣（聯機模式時可使用改裝：延長彈匣增至57發），初始攜彈量為76發（聯機模式），最高攜彈量為224發（戰役模式，MTAR-X）、300發（戰役模式，MTAR-X2）和228發（聯機模式），造型上裝有不可使用的Surefire通用戰術燈，奇怪地被歸類為冲锋枪。戰役模式之中主要由敵軍「聯邦」（Federation）所使用，而在任務「魅影故事」中則命名為「MTAR-X2」（只能三發點放）並且由美國精銳部隊「魅影」（Ghosts）與敵軍「聯邦」（Federation）雙方所使用；聯機模式時可以使用紅點鏡、ACOG光學瞄準鏡、EOTECH全息瞄準鏡、可變倍率反射式瞄準鏡、熱能探測混合式瞄準鏡、追踪器瞄準鏡、消焰器、消音器、槍口制退器、前握把、延長彈匣、穿甲彈、射速增加。
- 2015年—《戰地之王》：以X95R的形式出现，采用的是5.45×39毫米苏联口径（M74），作为侦察兵的短突击步枪，奇怪的被归结于冲锋枪。TAR-21的衍生型，Euro（陆服称为GP）购买。可改造枪管、扳机与握把。游戏中不可安装消音器，後來有出現加裝消音器的X95R。迅速取代蝙蝠AKS-74U，成为目前侦察兵的主流武器。经常在国际比赛当中出现。

### 动漫
- 2013年—《鲁邦三世VS名侦探柯南 THE MOVIE》：型號為MTAR-21，裝上了Meprolight反射式瞄準鏡，由亞倫·史密西的保鑣所使用。

## 資料來源
1. ↑  .   [2018-08-18]. （原始内容存档于2017-05-04）.
2. 1 2 3 4 5 6 7 8 9 10 11 12 13 14 15 16 17 18 19 20 21 22 23 24   (PDF).   [2013-11-14]. （原始内容 (PDF)存档于2012-05-20）.
3. 1 2 3 4  .   [2017-11-11]. （原始内容存档于2016-07-25）.
4. 1 2 3 4  .   [2017-11-11]. （原始内容存档于2016-08-18）.
5. 1 2 3  .   [2017-11-11]. （原始内容存档于2016-03-05）.
6. 1 2 3 4  .   [2017-11-11]. （原始内容存档于2016-03-25）.
7. 1 2 3 4  .   [2017-11-11]. （原始内容存档于2015-04-01）.
8. 1 2 3 4 5 6  .   [2013-11-14]. （原始内容存档于2009-02-09）.
9. 1 2 3 4  . www.fort.vn.ua.   [2018-08-18]. （原始内容存档于2016-05-01） （俄语）.
10. ↑  .   [2016-07-27]. （原始内容存档于2016-07-18）.
11. ↑  .   [2018-08-18]. （原始内容存档于2018-08-18）.
12. ↑  .   [2018-08-18]. （原始内容存档于2016-06-30）.
13. ↑  IDF Adopts New Special Forces Weapon （页面存档备份，存于）, David Eshel, Dec 05, 2008, aviationweek.com
14. 1 2 3 4 5  .   [2018-08-18]. （原始内容存档于2017-12-22）.
15. 1 2  isayeret.com[永久]
16. 1 2  .   [2016-05-14]. （原始内容存档于2016-06-01）.
17. 1 2  .   [2014-12-23]. （原始内容存档于2015-05-19）.
18. 1 2  מיקרו–תבור לכל לוחם חי"ר （页面存档备份，存于）. Dover.idf.il. Retrieved on 2010-08-31.
19. ↑  （希伯来文）—מיקרו–תבור לכל לוחם חי"ר （页面存档备份，存于）. Dover.idf.il. Retrieved on 2010-08-31.
20. 1 2 3  .   [2016-07-27]. （原始内容存档于2016-07-21）.
21. ↑  .   [2018-08-19]. （原始内容存档于2018-07-20）.
22. 1 2  IWI X95: A Bullpup For IDF Special Forces （页面存档备份，存于） - SAdefensejournal.com, 21 March 2012
23. ↑  . The Truth About Guns. 2016-03-01  [2018-01-24]. （原始内容存档于2017-10-12） （美国英语）.
24. ↑  .   [2013-11-14]. （原始内容存档于2013-09-17）.
25. ↑  .   [2013-11-14]. （原始内容存档于2014-02-01）.
26. ↑  .   [2018-08-22]. （原始内容存档于2015-10-19）.
27. ↑  A Taurus e o Tavor （页面存档备份，存于）. Defesabrasil.com. Retrieved on 2010-08-31.
28. ↑  . elheraldo.hn.   [2012-04-17]. （原始内容存档于2012-03-31）.
29. ↑  IWI Establishes Activity in India （页面存档备份，存于） Ami Rojkes Dombe | 7/02/2016
30. ↑  . The Indian Express: 2. 2009-06-05  [2009-06-09]. （原始内容存档于2009-06-09）.
31. 1 2  Tavor-21 Rifle Headed Into Service With Indian Special Forces （页面存档备份，存于）. Defenseindustrydaily.com (2007-02-28). Retrieved on 2010-08-31.
32. ↑  Israeli TAR-21 Tavor Assault Rifles for Indian Navy Commandos （页面存档备份，存于）, 2011-01-12, IANS, bharat-rakshak.com
33. ↑  ישראל דיפנס （页面存档备份，存于）, הכתבה הופיעה במלואה במקור במגזין "במחנה" גיליון 47, 12 דצמבר 2013.
34. ↑  .   [2017-08-11]. （原始内容存档于2017-08-09）.
35. ↑  084-й отдельный батальон специального назначения вооруженных сил Монголии: dambiev （页面存档备份，存于）[需要較佳来源]
36. ↑  . Le Desk.   [2018-06-07]. （原始内容存档于2018-05-25） （美国英语）.
37. ↑  .   [2018-08-22]. （原始内容存档于2019-02-16）.
38. ↑  .   [2013-11-14]. （原始内容存档于2015-06-10）.
39. ↑  .   [2018-08-22]. （原始内容存档于2018-08-12）.
40. ↑  .   [2018-08-22]. （原始内容存档于2018-06-29）.
41. ↑  Tavory dla Ukrainy （页面存档备份，存于）. Altair. Retrieved on 2010-08-31.
42. ↑  Луценко продемонстрировал новое украинское стрелковое оружие[], 02.10.2008, videonews.com.ua
43. ↑  .   [2013-11-14]. （原始内容存档于2014-11-29）.
44. ↑  [http://www.armoury-online.ru/articles/smg/ua/fort-224/ （页面存档备份，存于）
45. ↑  .   [2013-11-14]. （原始内容存档于2012-04-11）.
46. ↑  .   [2018-08-22]. （原始内容存档于2018-08-22）.

## 外部連結
- （英文）—Israel Weapon Industries（I.W.I.）: X95（页面存档备份，存于）
- （英文）—Modern Firearms—
  - Tavor TAR-21 assault rifle（页面存档备份，存于）
  - IWI X95 assault rifle / carbine / submachine gun（页面存档备份，存于）
- （英文）—The Firearm Blog.com— 
  - IWI Firearm Photos（页面存档备份，存于）
  - IWI GL 40S Grenade Launcher（页面存档备份，存于）
  - IWI Tavor X95 in 5.45x39mm（页面存档备份，存于）
  - IWI Developing A 7.62mm Tavor X95 Rifle（页面存档备份，存于）
  - Israeli SOF Photoshoot with MTAR-21（页面存档备份，存于）
  - IWI Tavor Videos（页面存档备份，存于）
  - IWI Silently Updates Tavor X-95 Design（页面存档备份，存于）
  - Select Fire Tavor X95 Appears in Canada（页面存档备份，存于）
  - Hands On with the X95 Micro-Tavor（页面存档备份，存于）
  - IWI  X95 Goodness（页面存档备份，存于）
  - Civilian IWI X95 Announced（页面存档备份，存于）
  - SHOT Show Range Day 2016: The New (to the US) IWI Tavor X95 Bullpup（页面存档备份，存于）
  - ［Big 3 East］ IWI X95 and Updates（页面存档备份，存于）
  - Review: IWI Tavor X95 Suppressed（页面存档备份，存于）
  - POTD: IDF X95s（页面存档备份，存于）
  - Is the IWI X95 Having Accuracy Issues?（页面存档备份，存于）
  - MAC Tests the IWI X95’s Accuracy, Confirms Dispersion Problem（页面存档备份，存于）
  - X95 Accuracy vs Colt Rack-Grade 6920 M4 by Military Arms Channel（页面存档备份，存于）
  - IDF and the Micro Tavor X95（页面存档备份，存于）
  - IWI Introduces 300 BLK Version of X95 Assault Rifle（页面存档备份，存于）
  - Lightning Review: IWI X95 Pistol Grip（页面存档备份，存于）
  - A Look Inside Movie Armament’s Vault（页面存档备份，存于）
  - POTD: Tavor X95 SBR（页面存档备份，存于）
  - IWI Tavors at 2016 FN 3Gun Championship（页面存档备份，存于）
- （英文）—The Truth About Guns.com—
  - Gun Review: X95L AKA Micro Tavor Marksman Edition（页面存档备份，存于）
  - SHOT Show 2016 Final Roundup（页面存档备份，存于）
  - Gun Review: IWI TAVOR X95 Carbine（页面存档备份，存于）
  - IWI At Texas Firearms Festival Full-Auto Friday: Come and Shoot it!（页面存档备份，存于）
  - Gun Review Update: Enhanced IWI TAVOR X95 Accuracy Testing（页面存档备份，存于）
- （英文）—Tactical-Life.com—Israeli Weapons Industries 5.45mm Conversion Kit for X95 Assault Rifle（页面存档备份，存于）
- （英文）—Defense Update－Micro Tavor Lightweight Assault Rifle
- （英文）—TAR 21 Indian made version (Zittara) manufactured by IOF（页面存档备份，存于）
- （简体中文）—D Boy Gun World（槍炮世界）—X95（MTAR-21、Tavor 2）（页面存档备份，存于）

### 视频
- 新时代武器（英语：Future Weapons）第3季第4集（播出順序為第23集）“以色列特輯”（英語：Israel Special）的YouTube上的相關視頻